# West Rutland (condado de Rutland)
West Rutland es un lugar designado por el censo ubicado en el condado de Rutland en el estado estadounidense de Vermont. En el año 2010 tenía una población de 2,024 habitantes.

## Geografía
West Rutland se encuentra ubicado en las coordenadas 43°35′50″N 73°2′42″O / 43.59722, -73.04500.